# Vola Vale
Pour les articles homonymes, voir Vale.
Vola Vale est une actrice américaine du cinéma muet, née Vola Smith le 12 février 1897 à Buffalo, État de New York (États-Unis), et morte le 17 octobre 1970 à Hawthorne, Californie.

## Biographie
Vola Vale fut mariée au producteur et réalisateur américain John Gorman.

## Filmographie
- 1916 : The Price of Silence de Joseph De Grasse
- 1917 : Perils of the Secret Service (it) de Hal Mohr, George Bronson Howard (en) et Jack Wells
- 1917 : Le Droit d'asile (en) (The Silent Man) de William S. Hart
- 1917 : Le Système D (The Son of His Father) de Victor Schertzinger
- 1917 : The Bond Between de Donald Crisp
- 1918 : The Locked Heart de Henry King
- 1919 : Un type à la hauteur (Six Feet Four) de Henry King
- 1920 : Overland Red de Lynn Reynolds
- 1920 : Alias Jimmy Valentine (en) de Edmund Mortimer
- 1920 : The Iron Rider de Scott R. Dunlap
- 1921 : The Duke of Chimney Butte de Frank Borzage
- 1921 : White Oak (en) de Lambert Hillyer
- 1923 : L'Âme de la bête (Soul of the Beast) de John Griffith Wray
- 1924 : The Mirage de George Archainbaud
- 1925 : Le Fantôme de l'Opéra (The Phantom of the Opera) de Rupert Julian
- 1925 : La Petite Annie (Little Annie Rooney) de William Beaudine
- 1926 : Two Can Play de Nat Ross
- 1932 : Tomorrow and Tomorrow (en) de Richard Wallace
- 1936 : One Rainy Afternoon de Rowland V. Lee